# Perversités suédoises
 Pour plus de détails, voir Fiche technique et Distribution
Perversités suédoises est un film pornographique français réalisé par Jean-Claude Roy sous le pseudonyme de Patrick Aubin, sorti en 1977.

## Synopsis
Deux jeunes suédoises délurées héritent de la propriété d'un hôtel en France, elles vont s'amuser avec les autres clients et le personnel, mais elles découvrent que l'établissement est hypothéqué et qu'elle ne peuvent payer la levée d'hypothèque, elles s’apprêtent à partir quand elles découvrent inopinément une nappe de pétrole sur le terrain de la propriété...

## Fiche technique
- Titre : Perversités suédoises
- Titre alternatif : Encore plus (DVD)
- Réalisation : Jean-Claude Roy sous le pseudonyme de Patrick Aubin
- Scénario : Jean-Claude Roy
- Photographie : Robert Millié (Pierre Robes)
- Montage : Zoé Durouchoux
- Musique : Philippe Bréjean sous le pseudonyme de Gary Sandeur
- Producteurs : Francis Mischkind, Jean-Claude Roy
- Sociétés de production : F.F.C.M., Tanagra Productions
- Sociétés de distribution : Alpha France (France), Exclusivos Triunfo (Portugal)
- Pays d'origine :  France
- Langue : Français
- Format : Couleur — 35 mm — 1,66:1 — Son : Mono
- Genre : Comédie, Film pornographique
- Durée : 77 minutes
- Dates de sortie :
  -  France : 14 décembre 1977
  -  Danemark : 26 décembre 1978
  -  Portugal : 20 mai 1980

## Distribution
- Barbara Moose : Bibi Steller
- Carole Gire : Greta Garlof
- Florentina Moraru : Micheline la camériste (Florentina Fuga)
- Joelle Le Quement : la cliente en robe bleue
- Myriam Watteau : une cliente
- Nadine Pascal : une ingénieur du pétrole
- Dominique Aveline : Georges Brun l'automobiliste complaisant
- Alban Ceray : Joseph, le cuisinier
- Jean Louis Vattier : Gaston, le livreur à bicyclette
- Charlie Schreiner : un client
- Raymond Ximay : un ingénieur du pétrole
- Roger Trapp : Léopold, le gendarme